# Coria (Corbridge)

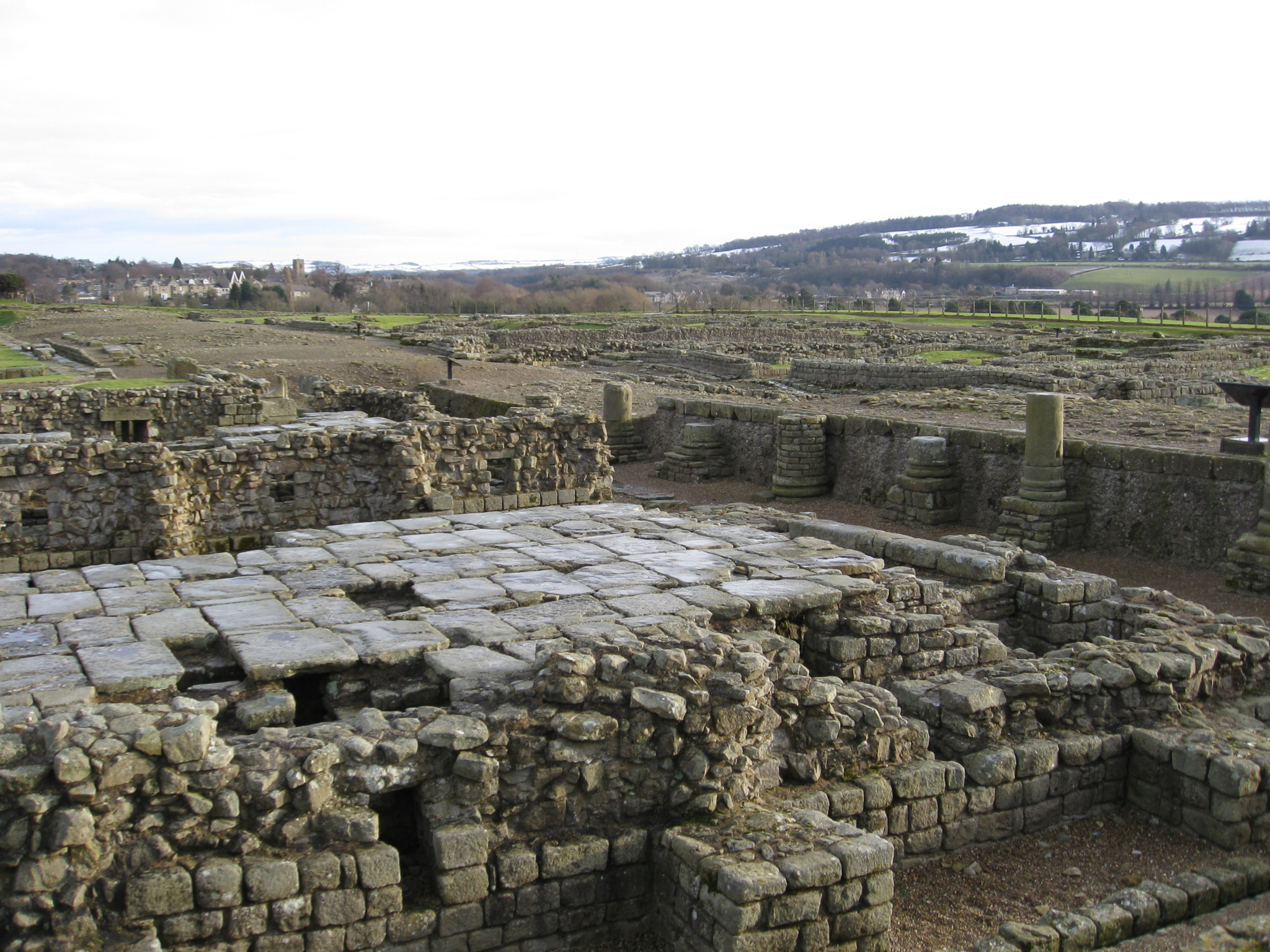
Ruinas de Coria

Coria fue una ciudad y fortificación romana, localizada 4 km al sur del Muro de Adriano, en la Provincia romana de Britania. Se desconoce su nombre completo en latín. Actualmente se la conoce como Corchester o Corbridge Roman Site, en la localidad de Corbridge en el condado inglés de Northumberland.

## Nombre
El nombre de la ciudad aparece en registros de la época bajo las formas de Corstopitum y Corie Lopocarium. Ambas formas son generalmente reconocidas como incorrectas y se sugieren reconstrucciones del nombre como Coriosopitum, Corsopitum o Corsobetum. Las tablillas encontradas en Vindolanda muestran que se la conocía localmente bajo la forma sencilla de Coria, el nombre de una tribu local. El sufijo representaba el nombre de la tribu local, miembro de la confederación de los brigantes, pero la forma correcta sigue siendo desconocida.

## Primera ocupación
Hay evidencias de que los primeros romanos llegados a la zona construyeron las primeras construcciones para dar apoyo a las campañas militares de Cneo Julio Agrícola.

## Fortificaciones

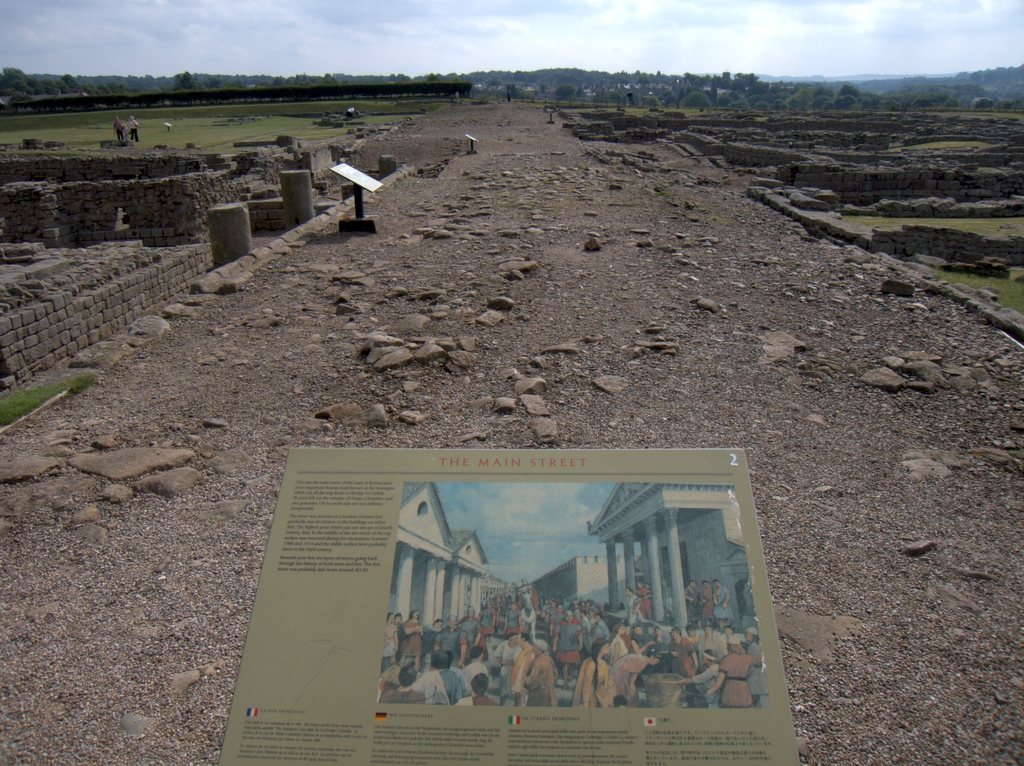
Via romana Stanegate, Corbridge

Poco después de las primeras victorias romanas en la moderna Escocia, alrededor del 84, se construyó un nuevo fuerte con rampas y puertas de madera. En el interior había barracas que rodeaban el cuartel general, la residencia del comandante en jefe, las residencias de los administrativos y diversos talleres. Probablemente vivían unas 500 personas, la mayor parte miembros de una unidad de caballería llamada Ala Petriana, pero fue destruida por el fuego en el 105. Se construyó una segunda fortificación para vigilar el Rio Tyne cuando este marcaba la frontera romana. La Vía romana conocida como Stanegate unía Coria con Luguvalium, fortificación situada al extremo occidental de la provincia. Alrededor del 120 se construyó el Muro de Adriano y de nuevo se reconstruyó la fortificación de Coria, probablemente para alojar a las tropas de infantería que vigilaban el muro. Veinte años más tarde, cuando las victorias militares romanas consiguieron ganar territorio y se construyó el Muro de Antonino más al norte, se construyó la primera fortificación de piedra de Coria, bajo las órdenes del gobernador Quinto Lolio Úrbico.

## Desarrollo
Después de que los romanos retrocedieran de nuevo hasta el muro de Adriano en 163, aparentemente las tropas abandonaron la ciudad. Las rampas desaparecieron y la ciudad sufrió una serie de reformas civiles. Se construyeron templos, graneros, fuentes y un largo complejo destinado a convertirse en un foro pero que nunca llegó a terminarse.
Las excavaciones muestran restos de edificios de madera que fueron incendiados, probablemente debido a las incursiones de tribus enemigas citadas por Dión Casio, si bien a principios del siglo III se retoman las construcciones con dos grandes edificios o almacenes militares relacionados con la Legio II Augusta y la Legio VI Victrix, durante las campañas de Septimio Severo.